# Rita Ferrer i Miquel
Rita Ferrer i Miquel (Palafrugell, 24 d'agost de 1951) és una directora coral i professora de música catalana. És la directora i fundadora de l'Escola de Música de Palafrugell (1967). També ha dirigit la coral iit de Juny de Palafrugell. És autora de la tesi doctoral El cant coral infantil i juvenil educa en valors, hàbits i competències.
Inicia els estudis musicals amb Carme Garriga i Núria Rota a l'Escola de les Germanes Carmelites de Vedruna, per seguir els estudis de piano amb Jaume Ferrer i amb Emili Garcia, amb qui també estudia harmonia. És titulada Superior en Solfeig, Harmonia, Transposició i Acompanyament, i professora de Piano pel Conservatori Superior de Música del Liceu. Es forma en pedagogia musical amb Ireneu Segarra i a l'Escola de Pedagogia Musical (EPM), i en direcció coral amb Pierre Cao, Denis Menier, Josep Prats, Jordi Casas, Manuel Cabero, Fieder Bernius i Francesc Llongueres.
Ha estat portaveu i impulsora de l'Associació Catalana d'Escoles de Música, que es va constituir el 1992 i que és la primera associació d'aquest tipus a Espanya. L'any 2007 rep el Premi Peix Fregit a tota una trajectòria.